# Lars Bay Larsen
Lars Bay Larsen (født 8. juni 1953 i Gladsaxe) er en dansk jurist. Han har været dommer ved EU-Domstolen siden 2006 og dens vicepræsident siden 2021. Han har desuden været højesteretsdommer i Danmark siden 2003, men med orlov fra Højesteret mens han er ved EU-Domstolen.

## Uddannelse og erhvervskarriere
Som ung var Larsen taxichauffør i København. Han fik en bachelorgrad fra Københavns Universitet i 1976, før han i 1978 begyndte at studere jura. Han færdiggjorde sin cand.jur. fra universitet i 1983.
Han var sekretær i Justitsministeriet fra 1983 til 1985. I 1985 blev han fuldmægtig i Advokatsamfundet før han igen i 1986 blev ansat i Justitsministeriet, hvor han var fuldmægtig fra 1986 til 1991 og kontorchef fra 1991 til 1995. Larsen var afdelingschef i Civil- og Politiafdelingen 1995-1999 og i Lovafdelingen 2000-2003. Han sad også i flere råd og komiteer, og blev kendt som leder af den danske delegation ved forhandlingerne om Schengen-traktaten.
Larsen blev i 2003 udnævnt til højesteretsdommer uden tidligere at virket som dommer, og i 2006 blev han dommer ved Domstolen i Den Europæiske Unions Domstol. Han er fortsat højesteretsdommer i Danmark, men har orlov. Hans embedsperiode som EU-dommer er forlænget flere gange, senest i februar 2021 blev den forlænget til 6. oktober 2027 hvor Lars Bay Larsen vil være 74 år.
I oktober 2021 blev Lars Bay Larsen valgt af Domstolens dommere til vicepræsident for Den Europæiske Unions Domstol for perioden 8. oktober 2021 til den 6. oktober 2024. Han afløste spanieren Rosario Silva de Lapuerta på posten.
Ved siden af sit øvrige arbejde har han sideløbende undervist. Han var undervisningsassistent ved Københavns Universitet fra 1984 til 1991 og ekstern lektor i familieret ved universitetet fra 1991 til 1996. Fra 2008 har han undervist i europæisk strafferet ved Université du Luxembourg i Luxembourg.

## Familie
Larsen er gift, og hans kone og fem børn fulgte ham til Luxembourg da han blev dommer der i 2006.

## Hæder
Larsen blev udnævnt til ridder af 1. grad af Dannebrogordenen i 2002.